# Bonsaimuseum

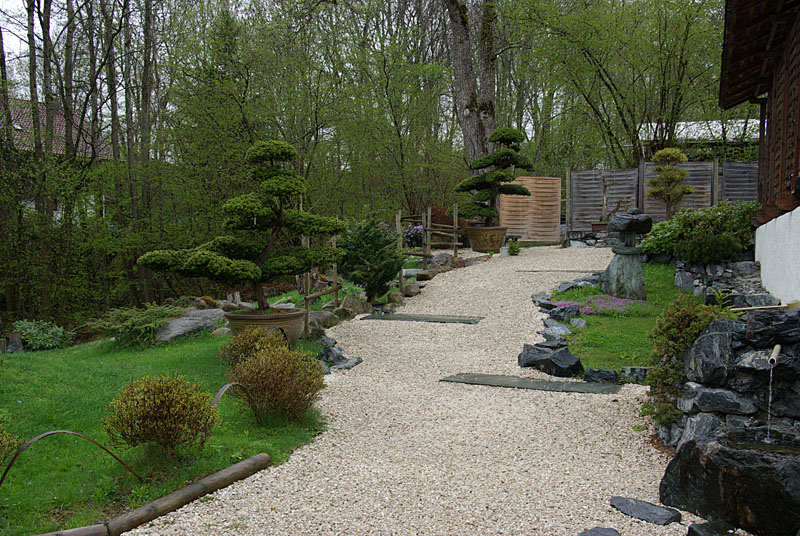
Bonsaimuseum Seeboden

Das Bonsaimuseum ist ein Privatmuseum zum Thema japanischer Kultur und Gartenkunst in der Marktgemeinde Seeboden am Millstätter See im österreichischen Bundesland Kärnten.
Es besteht seit 1976 und ist mit rund 12.000 m² Ausstellungsfläche nach eigenen Angaben das größte seiner Art in Europa. Es beherbergt rund 3000 junge und alte Bonsais von 120 verschiedenen Pflanzensorten und -varianten und bietet daneben Bonsaikurse und Workshops sowie Bonsais zum Verkauf an. 